# Friedrich Lindau

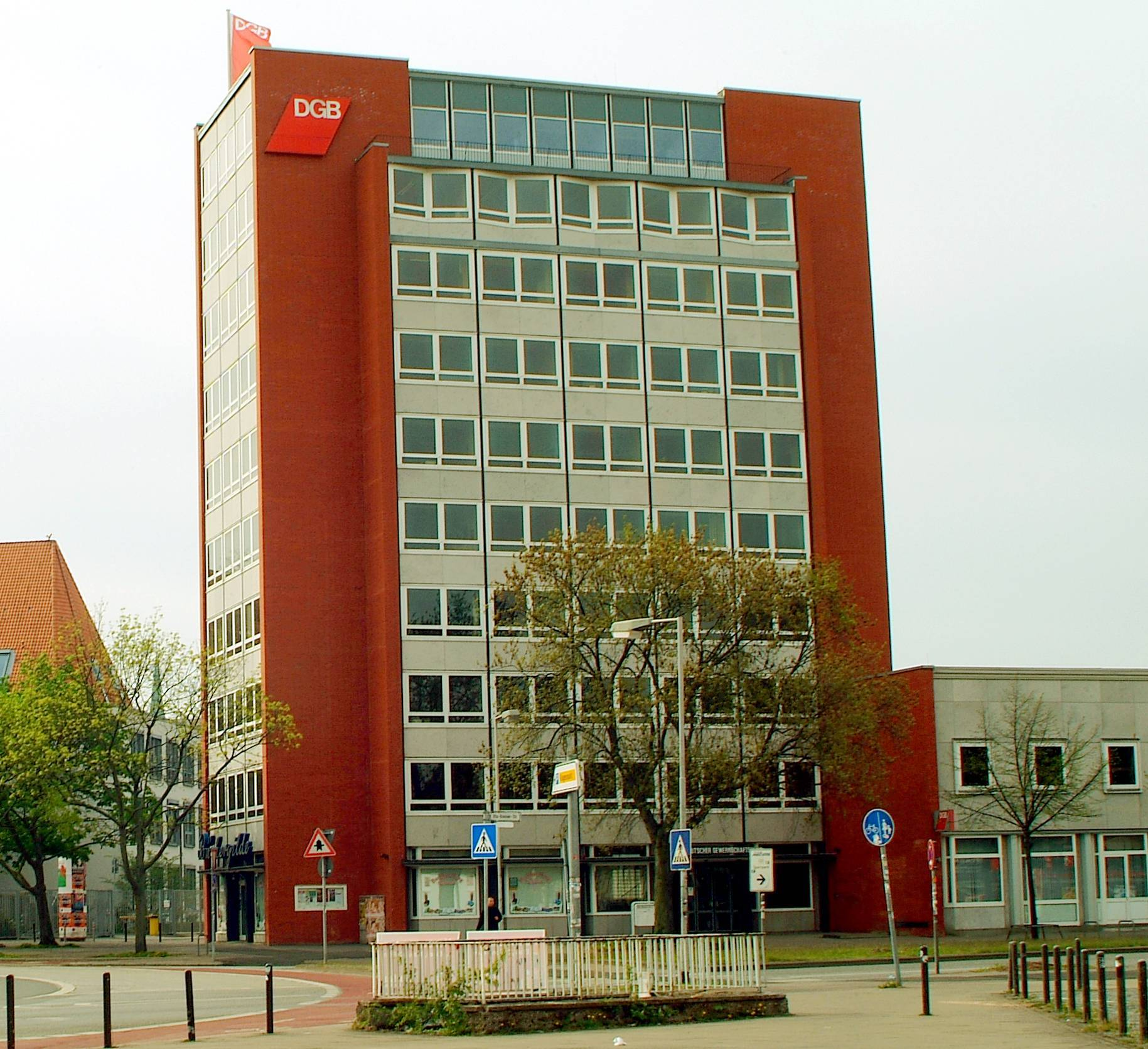
Das Gewerkschaftshaus in Hannover

Friedrich Lindau (* 10. Mai 1915 in Quedlinburg; † 7. November 2007 in Hannover) war ein deutscher Architekt. Er war Gründungspräsident der Architektenkammer Niedersachsen.

## Leben

„Protest!“-Anzeige gegen den Abriss des Baudenkmals Villa Willmer und für ein Niedersächsisches Denkmalschutzgesetz;
1970 in der Hannoverschen Allgemeinen Zeitung

Lindau wuchs in Stendal auf und studierte ab 1935 ein Jahr an der Technischen Lehranstalt in Buxtehude Architektur, anschließend bis 1939 an der Technischen Hochschule Hannover. Bis 1945 leistete er Kriegsdienst und anschließend bis 1951 war er Assistent an der Technischen Hochschule Hannover. 1951 gründete sein eigenes Architekturbüro in Hannover.
Friedrich Lindau schuf in den 1950er Jahren eine Reihe richtungweisender Verwaltungsbauten in Hannover. Er hat sich maßgeblich mit der Stadterneuerung nach dem Ende des Zweiten Weltkriegs auseinandergesetzt. Er hat mehrere Bücher über Hannover und den Städtebau Hannovers publiziert.

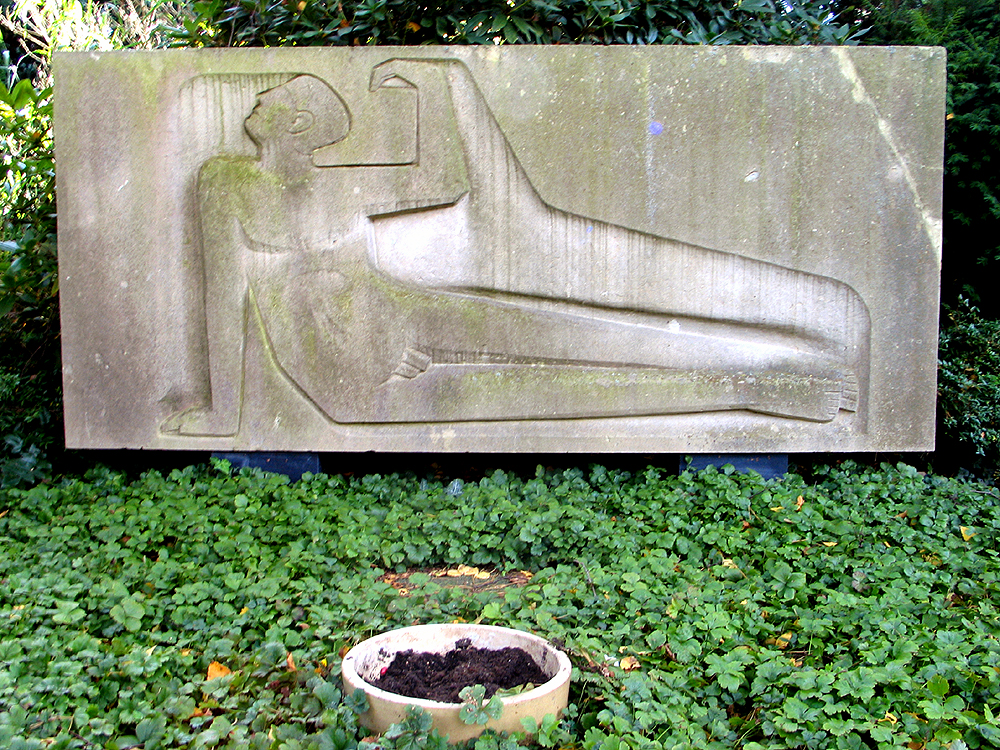
Grabmal auf dem Herrenhäuser Friedhof; Bildhauer: Kurt Schwerdtfeger?

1951 wurde er in den Bund Deutscher Architekten (BDA) aufgenommen und wurde 1955 zum 2. Vorsitzenden und 1957 zum 1. Vorsitzenden der Bezirksgruppe Hannover des BDA gewählt. Von 1964 bis 1968 war er 1. Vorsitzender des Landesverbandes Niedersachsen des BDA, seit 1968 Ehrenmitglied. Im gleichen Jahr gründete Lindau die Landesgemeinschaft Niedersächsischer Architektenverbände (LGNA), aus der 1970 die Architektenkammer Niedersachsen entstand, deren Gründungspräsident er von 1970 bis 1975 war.
Friedrich Lindau wurde auf dem Herrenhäuser Friedhof bestattet.
Testamentarisch haben Friedrich Lindau und seine Ehefrau Ingeborg ihr gemeinsames Wohn- und Bürohaus, in dem Ingeborg bis zu ihrem Tode im Jahr 2012 wohnte, der Lavesstiftung der Architektenkammer Niedersachsen vererbt. Nach dem Verkauf des Gebäudes schlug die Kammer den Verkaufserlös dem Stiftungsvermögen zu und kündigte eine intensivere Beschäftigung mit dem baukulturellen Erbe der 1960er und 1970er Jahre an.

## Ehrungen
- 1963: Aufnahme der PLANO-Häuser Hannover-Bothfeld in die Architekturausstellung bauen in Deutschland 1945-1962, Hamburg 1963
- 1976: PLANO-Häuser Hannover-Bothfeld: Lobende Anerkennung im Rahmen des BDA-Preises des Bundes Deutscher Architekten (BDA)
- 1980: Verdienstkreuz am Bande des Verdienstordens der Bundesrepublik Deutschland für sein Engagement um den Berufsstand der Architekten
- 2005: Umfassende Ausstellung der Architektenkammer Niedersachsen zum 90. Geburtstag „Friedrich Lindau Architekt“ im Laveshaus

## Werk (Auswahl)
- Messeeingang Nord des Messegeländes Hannover
- 1952/53: Gewerkschaftshaus des Deutschen Gewerkschaftsbundes Niedersachsen am Klagesmarkt[3]
- 1955–1956: Hauptverwaltung der IG Chemie-Papier-Keramik in Hannover – 1995 maßgeblich umgebaut. Drei Glasfenster der zahlreichen Kunstwerke von Kurt Sohns sind erhalten geblieben.[4]
- Internationales Haus Sonnenberg bei Sankt Andreasberg
- DGB-Bundesschule, Springe
- Sehbehindertenschule in der Südstadt (Hannover) – denkmalgeschützt seit 1990[5]
- 1955–1956: PLANO-Häuser Bothfeld (Hannover) – denkmalgeschützt seit 1990. Der Begriff PLANO-Haus geht auf Roland Rainer zurück.[6]
- Wohnsiedlung am Großen Garten in Herrenhausen
- Altenwohnheim der AWO in Bornum (Hannover)
- Studentenwohnheim Haus Humanitas in Hannover-Mitte
- 1959: Seniorenzentrum Körtingsdorf in Hannover-Badenstedt – denkmalgeschützt seit 1990[7]
- 1961: Wilhelm-Gefeller-Bildungs- und Tagungszentrum der IG BCE in Bad Münder

## Schriften
- Planen und Bauen der fünfziger Jahre in Hannover. Schlütersche, Hannover 1998, ISBN 3-87706-530-9.
- Hannover. Wiederaufbau und Zerstörung. Die Stadt im Umgang mit ihrer bauhistorischen Identität. 2. Auflage. Schlütersche, Hannover 2001, ISBN 3-87706-607-0.
- Hannover – der höfische Bereich Herrenhausen. Vom Umgang der Stadt mit den Baudenkmalen ihrer feudalen Epoche. Mit einem Vorwort von Wolfgang Schäche. Deutscher Kunstverlag, München (u. a.) 2003, ISBN 3-422-06424-9.
- Architektur und Stadt. Erinnerungen eines neunzigjährigen Hannoverschen Architekten. Quensen, Hannover 2005, ISBN 3-92280-587-6.